# Suhopolje
Suhopolje (korábban Terezovac, régi magyar neve Szentendre) falu és község Horvátországban Verőce-Drávamente megyében.

## Fekvése
Verőce központjától 9 km-re délkeletre, Nyugat-Szlavóniában, a Drávamenti-síkságon, a 2-es számú, a Varasdot Eszékkel összekötő Drávamenti főútvonal és a Zágrábot Eszékkel összekötő vasútvonal mentén fekszik. A község déli települései már a Bilo-hegység előterében, illetve annak északi lejtőin fekszenek. Itt található a község legmagasabb pontja is, mely eléri a 250 métert.

## A község települései
A községhez közigazgatásilag Borova, Budanica, Bukova, Cabuna, Dvorska, Gaćište, Gvozdanska, Jugovo Polje, Levinovac, Mala Trapinska, Naudovac, Orešac, Pčelić, Pepelana, Pivnica Slavonska, Rodin Potok, Sovjak, Suhopolje, Trnava Cabunska, Velika Trapinska, Zvonimirovo, Žiroslavlje és Žubrica települések tartoznak.

## Története
A régészeti leletek tanúsága szerint Suhopolje és vidéke már ősidők óta lakott. A község területe rendkívül gazdag már a történelem előtti leletek vonatkozásában is. Gaćištén a 99. szám alatt az urnamezős kultúrához tartozó maradványok kerültek elő. Gaćište – Jasik lelőhelyen a késő bronzkorból, valamint a korai és késő vaskorból származó leleteket találtak. Ugyancsak Gaćištén a templom és falu közepén található útkereszteződés közötti magaslat déli oldalán történelem előtti, az északin pedig római leleteket találtak. Lipovacon a falu keleti szélén, a szélső háztól északra található az Ivanac nevű lelőhely. Itt késő bronzkori és kora vaskori leletek kerültek elő. Naudovacon a falu déli részén, a Buk nevű lelőhelyen a laténi kultúra cseréptöredékeit találták. Orešacon több régészeti lelőhely is van. Közülük a Brana nevű lelőhelyen újkőkori, bronzkori és kora középkori, Dvorinán az újkőkori starčevoi-kultúrától a bronzkoron át a római korig terjedő leleteket találtak. Pčelićen a Medakuša lelőhelyen újkőkori település nyomaira bukkantak. Nagyméretű történelem előtti település maradványa került elő Pepelana Lug nevű határrészén is. Meg kell még említeni a zvonimirovoi latén korabeli és koraközépkori temetők feltárását, melynek munkái 1993-ban kezdődtek és a szakemberek ugyancsak gazdag leletanyagra leltek.
Magán Suhopolje településen is több régészeti lelőhely található. A Kliškovac nevű határrészen a vasútállomástól mintegy 300 méterre Verőce irányában a vasút építése közben átvágtak egy alacsony dombot. Az átvágásból csontok, kerámiatöredékek, tégladarabok és égésnyomok váltak láthatóvá. A helyiek azt mesélik, hogy itt egykor alagút volt, amely a Jankovich-kastélyig vezetett. A hely Turski gradként, azaz Török várként is ismert. Az első feltárást dr. Željko Tomičić végezte ezen a helyen, aki a bjelobrdoi kultúra temetőjét tárta fel és az ásatás eredményét disszertációjában is szerepeltette. Suhopolje déli részén a falu Borova felé vezető kijáratánál a vasútállomás mögött található a Lajkovina nevű lelőhely, ahol a késő bronzkori urnamezős kultúra maradványai kerültek elő. A Za Đolom lelőhely a falu Szalatnok felőli kijáratánál, a drávamenti főút jobb oldalán egy magaslaton található. A Daria Ložnjak és Tatjana Tkalčec által végzett ásatások során a középső és későbronzkorból, a latén kultúra idejéből, valamint a késő középkorból származó cseréptöredékek kerültek elő. Suhopolje keleti részén a Kapan településrész temetőjétől 500 méterre keletre található a Dubrava nevű lelőhely, melyet az Orešac felé vezető út két részre vág. Az észak-déli irányú, három tellből álló terület legészakibb telljét vágja át az út. Itt újkőkori, latén kori és ókori leletek egyaránt előkerültek. A lelőhely jelentőségét az adja, hogy Szlavónia ritka kőkorszaki lelőhelyeinek egyike.
A rómaiak jelenlétét mindenekelőtt az utak maradványai jelentik. Ilyen útra utaló, mintegy 20 méter széles sárgás murvás elszíneződés található Naudovac délkeleti részén a mezőn északkelet-délnyugati irányban. Ugyanilyen irányú hasonló elszíneződés látható Orešacon, a dvorinai lelőhellyel átellenben és Suhopolje keleti részén az első ház előtt a mezőn is. Orešacon a Brežnica-patak medrében alacsony vízállás esetén kilátszanak a római híd pillérei, melyeket Ratko Radijevac azonosított először, majd a verőcei múzeum régésze Silvija Salajić publikált.
A kora középkor leletanyagát a már fent említett, a máig vitatott eredetű bjelobrdoi kultúra lelőhelyei képezik. Ezt a kultúrát a horvát történetírás a szlávokhoz, míg a magyar általában a honfoglaló magyarokhoz sorolja. Ide tartoznak a suhopoljei Kliškovac nevű határrészen előkerült középkori leletek és a zvonimirovoi koraközépkori temető gazdag leletei. A mai Suhopolje területén a középkorban a Szentendre nevű település állt, melynek plébániáját 1334-ben „Item ecclesia sancti Andree apostoli” alakban említi a pápai tizedjegyzék. Nevét Szent András apostol tiszteletére szentelt plébániatemplomáról kapta. A plébániát ezután is többször említik a középkori források, így 1385-ben, 1410-ben, 1415-ben és 1518-ban is. 1501-ben Ferenc nevű plébánosát említik „Franciscus plebanus de Zenth Endrey” alakban. Feltehetően a középkori Szentendre maradványait rejti a föld a Kliškovac lelőhelyen, ahol a középkori templom és temetőjének, valamint a középkori település egy részének maradványait is feltárta a 2009-es, Željko Tomičić vezette ásatás. A települést feltehetően az 1532-es török hadjárat pusztította el.
Miután 1684-ben Verőcét felszabadították a török uralom alól Suhopolje területe majdnem teljesen lakatlan volt. A terület birtokosa kezdetben a kamara volt, amely a Caraffa grófi családnak adta. Az újkori település első írásos említése 1763-ból származik és az okirat tartalmazza az uradalmi épületek 1750-es építésének idejét. Ezek körül alakult ki a 18. század második felében a mai település. A Caraffa család 1765-ig volt az uradalom birtokosa, majd a tulajdonjog ismét visszaszállt az udvari kamarára. 1771-ben a település nevét Terezovacra változtatták. A feltételezések szerint új nevét az akkor uralkodó Mária Teréziáról kapta. A 18. század végén a vucsini uradalommal együtt a gróf Jankovich család tulajdonába került, akik egészen 1931-ig voltak a birtokosai. Ez az időszak Suhopolje gyors fejlődésének időszaka, melyet jól jelez a monumentális klasszicista Ávilai Szent Teréz plébániatemplom felépítése 1807 és 1816 között.
A települést az első katonai felmérés térképén „Dorf Szuhopolie v. Terezovacz” néven találjuk. Lipszky János 1808-ban Budán kiadott repertóriumában „Terezevac” néven szerepel. Nagy Lajos 1829-ben kiadott művében már a mezővárosok (oppida) között „Therezovacz” néven 139 házzal, 878 katolikus és 22 ortodox vallású lakossal szerepel. Verőce vármegye Verőcei járásának része volt.
A településnek 1857-ben 1.238, 1910-ben 2.301 lakosa volt. 1910-ben a népszámlálás adatai szerint lakosságának 44%-a horvát, 30%-a német, 22%-a magyar anyanyelvű volt. Az I. világháború után 1918-ban az új szerb-horvát-szlovén állam, majd később (1929-ben) Jugoszlávia része lett. A II. világháború idején az üldöztetés elől elmenekült német és magyar lakosság helyére a háború után horvátok és szerbek érkeztek. 1991-ben 3.140 főnyi lakosságának 72%-a horvát, 18%-a szerb nemzetiségű volt. A délszláv háború során elmenekült szerbek helyére boszniai és szerémségi horvátok települtek le. 2011-ben a településnek 2.696, a községnek összesen 6.683 lakosa volt.

## Lakossága
| Lakosság változása | Lakosság változása | Lakosság változása | Lakosság változása | Lakosság változása | Lakosság változása | Lakosság változása | Lakosság változása | Lakosság változása | Lakosság változása | Lakosság változása | Lakosság változása | Lakosság változása | Lakosság változása | Lakosság változása | Lakosság változása |
| ------------------ | ------------------ | ------------------ | ------------------ | ------------------ | ------------------ | ------------------ | ------------------ | ------------------ | ------------------ | ------------------ | ------------------ | ------------------ | ------------------ | ------------------ | ------------------ |
| 1857               | 1869               | 1880               | 1890               | 1900               | 1910               | 1921               | 1931               | 1948               | 1953               | 1961               | 1971               | 1981               | 1991               | 2001               | 2011               |
| 1.238              | 1.670              | 2.138              | 2.427              | 2.356              | 2.301              | 2.240              | 2.332              | 3.017              | 3.025              | 3.264              | 3.322              | 3.141              | 3.140              | 2.865              | 2.696              |

## Nevezetességei
A település közepén található a Jankovich család 18. századi kastélya. Az első uradalmi épület a 18. század közepén, 1750-ben épült a kastély helyén, amikor az még a vucsini uradalom (Dominium Vuchin) részeként gróf Uto Caraffa birtoka volt. 1765-ben a család az uradalmat a kamarának adta el, amely a következő tíz évben nagy építkezéseket folytatott itt. 1775-re felépült az új épületegyüttes, a mai kastély központi részét képező három későbarokk épület és a hozzá kapcsolódó gazdasági épületek. Az emeletes manzárdtetős, teraszos főépület két, egymásra merőleges épületszárnyból állt. Az épület nagyobb része a birtokos család lakhelyéül szolgált, míg a földszint egy kisebb része igazgatási funkciót látott el. A két földszintes oldalsó épületben különböző funkciójú gazdasági és kisegítő helyiségek voltak. Az udvar közepén nagy, kör alaprajzú szökőkút állt. Az épületegyüttest nagyméretű kapukkal ellátott fal vette körül, melyet park övezett. Az épületegyüttes a 18. század végén került a Jankovich család birtokába. Az 1870-es években akkori birtokosa Jankovich József a főépületet teljesen átépítette. A boltíveket elbontatta és a helyiségeket síkmennyezetűre alakíttatta. A manzárdtetőt új, egyszerűbb és alacsonyabb tetőre cseréltette. Az északi és a déli homlokzathoz két új rizalitot, a déli homlokzat fa pavilonjához pedig teraszt építtetett. A régi falépcsőket kőre cseréltette. Ekkor került fel az északi homlokzat tympanonjára a család címere. Az átépítés után az épület eklektikus stílusú lett klasszicista elemekkel. Az utolsó átépítést az épületen gróf Jankovich Elemér végeztette az I. világháború előtt. Halála után felesége Ilka asszony előbb egy neogótikus családi kápolnát emeltetett a kert végébe, majd a főépület nyugati oldalához bejárati pavilont építtetett.
A suhopoljei plébániát 1801-ben alapították. A mai plébániatemplom helyén korábban egy Szent Mártonnak szentelt kis fatemplom állt. Ez a templom azonban a 19. század elejére már nagyon rossz állapotba került. 1805-ben az egyházi vizitátor nyomorúságos kunyhóhoz hasonlította. A plébánia kegyura és jótevője pribéri és vucsini Jankovich Nepumuk János 1807-ben egy új templom építése mellett döntött. Ő javasolta azt is, hogy az új templomot Szent Márton helyett Ávilai Szent Teréz tiszteletére szenteljék fel. Az építés hét évig tartott, 1814-ben fejeződött be, amikor a kórus is megépült. Az épület egészen kivételesen monumentális formában, klasszicista stílusban épült. Tervezője nem ismert, de nagyon valószínű, hogy magyar származású volt. A templom kereszt alaprajzú, középpontjában a kör alaprajzú hajót borító nagyméretű kupolával. A hajó északi oldalán található a négyszögletes, baldachinboltozattal fedett szentély. Vele átellenben a déli oldalon található a bejárat, mely elé az ókori görög és római templomok mintájára pompázatos csarnokkal kiképzett átriumot építettek. A bejárat feletti kórust nyolc hengeres oszlop tartja. Itt található a Jankovich család oratóriuma is. A hajó két oldalán, a kereszt rövid szárain magasodik a két szimmetrikus, alul négyszögletes, felül hengeres, masszív harangtorony. A főoltár képét 1814-ben a pesti Schöfft József Károly festette. Érdekessége még a fekete márványból faragott keresztelőmedence és a barlangot formázó, az egész országban egyedülálló szószék. A tíz regiszteres orgona a 19. század közepén készült. Az épületet története során többször is megújították, a legnagyobb ilyen munkát a II. világháborús sérülések kijavítása után kellett elvégezni.
A középkori Szentendre település maradványait valószínűleg a Kliškovac nevű határrészen a vasútállomástól mintegy 300 méterre Verőce irányában található régészeti lelőhely rejti. Itt a bjelobrdoi kultúra emlékei mellett középkori templom, temető és település maradványai kerültek elő. A helyiek körében Turski gradként, azaz Török várként is ismert. A régészeti feltárást dr. Željko Tomičić végezte ezen a helyen 2009-ben.

## Kultúra
A Suhopoljei Napok rendezvénysorozata minden év augusztusának elején kezdődik és a település védőszentjének, a Nagyboldogasszonynak az ünnepével augusztus 15-én fejeződik be. Ezen időszak alatt számos koncert, kiállítás, pályázat és több kísérő esemény kerül megrendezésre.
2008 óta minden évben megrendezik a „Golubica bijela” (fehér galamb) folklórfesztivált. A rendezvény egyre inkább nemzetközi jelleget ölt, hiszen nemcsak Horvátországból, de a szomszédos országokból, főként Bosznia-Hercegovinából és Magyarországról lépnek fel itt művészeti együttesek és csoportok.
A helyi Kreativa Edukativa Aktiva kulturális egyesület szervezésében kerül megrendezésre a „Suhopoljska kul plaža” (Suhopoljei kulturális tér) háromnapos rendezvénye, mely a felnövő generációkat szeretné megéreztetni az olvasás örömét. Szervezett csoportokban a gyermekek a kreatív önkifejezést is megtanulhatják. A térre kitett könyvek ingyen kölcsönözhetők, vagy olvashatók.
A Paleta képzőművészeti klub ma mintegy harminc tagot számlál. Közöttük festőművészek, fotográfusok, keramikusok találhatók. Minden évben rendeznek tematikus, vagy tematika nélküli kiállításokat.
A település kulturális és művészeti egyesülete a KUUS Suhopolje 2008. március 6-án alakult. Keretében folklór, tambura, etno, animátor, informatikus, ritmikus és fotócsoport működik. Az egyesület ma mintegy száz tagot számlál.

## Egyesületek
A suhopoljei önkéntes tűzoltóegyletet 1876-ban alapították. Ma 125 tagot számlál. Évente mintegy ötven bevetésen vesznek részt a község egész területén.

## Oktatás
A település első népiskoláját 1812-ben alapították, első tanítója az akkor 22 éves Mirko Derežanin volt. Az iskolának 14 fiú és 18 leány tanulója volt, de a téli hónapokban ez a létszám a hetvenet is elérte. Az iskola mai épülete 1973-ban épült. Alsó tagozatos területi iskolái működnek Borova, Cabuna, Levinovac, Orešac, Pčelić és Pepelana településeken.
A helyi óvodát 1904-ben alapították Jankovich Elemér gróf és Katarina Csasni költségén alapítványi óvodaként. Egészen 1944-ig keresztes nővérek vezették az intézményt. A háború után csak 1964-ben nyílt meg újra az iskola épületében. 1973-ben az iskola új épületének elkészültekor visszatért az eredeti épületébe, ahol ma is működik. Az óvónők 1997-ben 63 gyermekkel foglalkoztak itt.

## Sport
Az NK Suhopolje labdarúgóklubot 1912-ben Olimpija néven alapították. 1923-ban a Tomislav nevet vette fel, mely néven 1942-ig működött. 1948-ban megalapították a Mladost klubot, melyet 1958-ban az SD Partizannal egyesítettek, így Partizan lett a neve. 1991-ben a név PIK Mladostra változott, majd 1992-ben a horvát 127. verőcei dandár csatáinak hatására a Mladost 127 vették fel. Ezzel a névvel érte el a klub eddigi legnagyobb sikerét, amikor három szezont játszhatott a horvát első ligában. 2001-ben nevét HNK Suhopoljéra, 2011-ben pedig NK Suhopoljéra változtatták.
A Mladost Suhopolje karateklubot 1996-ban alapították. A klubnak mintegy 200 tagja van. Fennállása óta a klub versenyzői több, mint száz érmet gyűjtöttek már be a különböző nemzetközi versenyeken.

## Neves személyek
- Itt született 1820-ban Nagy József szolgabíró.
- Itt született 1910. január 6-án Mészöly Gyula Kossuth-díjas növénynemesítő, biológus, az MTA rendes tagja.
- Itt hunyt el 1859-ben Csapody Pál ádándi nagybirtokos, híres lótenyésztő, táblabíró, 1848-as honvédkapitány.